# Brendan Roberts
Brendan Roberts, född den 3 februari 1985 i Adelaide, Australien, är en australisk roadracingförare.

## Roadracingkarriär
Roberts inledde sin internationella karriär i Superstock 1000 FIM Cup 2006, och vann titeln i klassen för Xerox Ducati 2008 efter att ha vunnit finalen på Algarve, och därmed avancerat från tredje plats i tabellen. Han gjorde sin debut i Superbike 2009, men han fick lämna sitt team efter en krasch på Monza. 